# San Juan de Payara
San Juan de Payara – miasto w Wenezueli, w stanie Apure.